# Cesarski Urząd Górniczy
Cesarski Urząd Górniczy – dawny urząd górniczy w Złotym Stoku. Jego celem był nadzór i kontrola kopalń w mieście. W późniejszych latach istnienia budynek pełnił rolę kościoła katolickiego.

## Historia
Budynek powstał w 1484 roku, a jego założycielem był Henryk Starszy. Budynek wzniesiono w zachodniej części miasta.
W połowie XVI wieku roku w Złotym Stoku działało 190 kopalń, a miasto produkowało 8% rocznej produkcji złota w całej Europie. Był to moment największego wydobyctwa złota w mieście. W tym czasie obowiązek prowadzenie zapisków, nadzoru i kontroli należał właśnie do tego urzędu. W 1565 roku zawalił się szub kopalni złoty osioł grzebiąc 59 górników oraz dając początek stopniowemu osłabieniu wydobycia złota w mieście. W czasie wojny trzydziestoletniej umarła duża część mieszkańców z powodu chorób, a wiele kopalń zostało zalanych. Po wojnie zaczęły wyczerpywać się złoża złota. Z powodu zwiększającej się liczby katolików i spadku wydobycia złota na skalę posiadania urzędu w 1711 roku budynek zaadaptowano na katolicką świątynię. W tym samym roku dobudowano do budynku drewnianą wierzę. Świątynie zburzono w 1875 roku z powodu rozpoczęcia budowy nowego i większego kościoła katolickiego.
W 2021 roku podczas przebudowy drogi wojewódzkiej nr 390 odkryto fundamenty dawnego budynku.
Najstarszy zachowany wyciąg z akt urzędu napisany jest w 1556 roku oraz podaje zestawienie rocznych kosztów produkcji, wartości uzyskanego złota oraz zysków w latach 1545-1556.